# Воронова, Татьяна Геннадьевна
Татья́на Генна́дьевна Во́ронова (род. 30 марта 1975, Тайшет, СССР) — российский государственный и политический деятель. 
Руководитель Аппарата Государственной Думы Федерального собрания Российской Федерации (22 октября 2016 — 22 марта 2021). Член Всероссийской политической партии «Единая Россия».
Депутат Государственной Думы пятого созыва (2007—2011), член фракции «Единая Россия». Начальник управления внутренней политики Администрации президента России (2015—2016). Председатель Молодой гвардии Единой России (2005—2007).

## Биография
В 1997 году окончила Иркутскую государственную экономическую академию, получив квалификацию «экономист».
В 1998—2000 годах работала менеджером в молодёжном бизнес-центре «Эльбор», в 2000—2001 годах — специалистом областного государственного учреждения «Молодёжный кадровый центр». С 2000 года возглавила исполком иркутского отделения движения «Молодёжное Единство».
В 2004 году избрана депутатом Законодательного собрания Иркутской области, занимала пост председателя комитета по социально-культурному законодательству.
В 2005—2007 годах — председатель координационного совета молодёжного движения «Молодая гвардия Единой России».
С 24 декабря 2007 года по 21 декабря 2011 года — депутат Государственной Думы пятого созыва.
Избрана по партийным спискам «Единой России» (региональная группа № 43 — Иркутская область, Усть-Ордынский Бурятский автономный округ). Вошла в состав фракции «Единой России».
В 2011 году постановлением Госдумы назначена членом Центральной избирательной комиссии.
После Госдумы перешла работать в управление внутренней политики Администрации президента, была заместителем его главы Олега Морозова, занималась вопросами региональной политики. 23 марта 2015 года назначена руководителем управления внутренней политики Администрации президента РФ.
С 22 октября 2016 по 22 марта 2021 года — руководитель аппарата Государственной Думы, сменив на этом посту Джахан Поллыеву. Это произошло после того, как должность замглавы администрации президента занял бывший глава «Росатома» Сергей Кириенко вместо Вячеслава Володина, получившего депутатский мандат.
С марта 2021 года — топ-менеджер компании «Новатэк».

## Награды и премии
- Благодарность Президента Российской Федерации (21 октября 2016 года) — за заслуги в обеспечении деятельности Администрации Президента Российской Федерации и многолетнюю безупречную государственную службу[5].
- Благодарность Правительства Российской Федерации (20 июля 2019 года) — за большой вклад в обеспечение законотворческой деятельности Государственной Думы Федерального Собрания Российской Федерации[6].